# حدشيت
حدشيت
تقع بلدة حدشيت في محافظة الشمال، وترتفع عن سطح البحر 1400م، تبعُد عن بيروت 126 كلم، عدد سكانها 6000 نسمة.
تصل اليها عن طريق: طرابلس-اهدن-حدشيت أو كوسبا-بشري-حدشيت

## أصل الاسم:
الارجح انه فينيقي من جِذْر حدث، ومعناه الجديد والحديث، والفينيقية حدش القمر الجديد اي الهلال، فيكون معنى الاسم: القرية الجديدة. وقد يكون من السريانية بمعنى قمة شيب او تاج شيت. وشيت اسم علم: ابن آدم الثالث. اما أهل القرية فيلّلعونه أنه واحد من ستة أو أحد الستة.

## تاريخها وآثارها:
تقول الاسطورة أن الالهة فينوس ظهرت في الحلم للملك فرعون، وطلبت منه ان يبني لها ولاولادها الستة معابد في جبل لبنان. قرر الملك تنفيذ طلبها فشيّد هيكلا للأبن الاول أرتميس في دير طاميش حاليا، وللثاني بلون معبدا في بلونة. أما الثالث فشيّد هيكله في عجلتون تبعاً لأسمه عجلون، والرابع المسمى رافان في ريفون، والخامس المجهول اسمه في قرية افقا على جانب نهر ابراهيم، أما الولد السادس فكان نصيبه معبدا في حدشيت.
لم يبق في حدشيت من آثار الماضي سوى بعض الاثار الرومانية، وبقايا سورٍ كان يصوّن المدينة فيما مضى. وكان فيها برج قديم متهدم، بُنِيَت من حجارته بعض الجدران، وكنيسة سيدة الشقيف. ويبدو من موقع حدشيت الطبيعي أنها كانت قلعة محصنة، فهي تقع بشكل مثلث يتجه رأسه نحو الوادي، بينما يحيط السور بقاعدته. في البلدة مغارة حفرت في الجحر، وفيها نقوش قديمة لا يمكن تحديد تاريخها بالضبط.

## أسطورة الصنم:
تقول هذه الاسطورة أن الأهالي كانوا يحفرون أساسا لكنيسة البلدة. فكان هذا الأساس يتهدم في كل مرة، مما اضطرهم للوصول الى عمق كبير لتركيز الأساس. واذ ذاك وجدوا تَمثلا سمّوه الصنم، واعتبروا أن الأساس كان يتهدم بسبب وجود هذا الصنم في أرض الكنيسة. تتابع الاسطورة قولها أن الأرض التي تقع في الجهة المقابلة لوجه الصنم كانت تَيبَس وتبور، مما دفع الأهالي إلى كسر رأسه ويديه، ولا يزال التمثال في البلدة إلى اليوم. الواقع أن هذا التمثال هو لأحد الحكام أو القياصرة الرومان الذين اقاموا فترةً في حدشيت.
اشتهر في حدشيت البطريرك دانيال حدشيتي 1278-1283 الذي وقف في وجه غزوة المماليك سنة 1283 واستشهد في أهدن.
يقول الدكتور وليم وورد أن اسم حدشيت كان ضمن القرى والمدن اللبنانية التي نقش رمسيس الثاني 1290-1244 قبل الميلاد، أسماءها على صخر نهر الكلب اثناء حروبه مع الحثيين.

## الكنائس والأديرة:
تضم البلدة ثلاث كنائس: مار رومانوس (شفيع البلدة)، مار سركيس وباخوس وسيدة الشقيف. ومزار كبير في جبل مار الياس على اسم النبي ايليا.
كما تضم العديد من الأديرة في الوادي المقدس: دير الصليب، دير مار أنطونيوس البادواني، دير مار يوحنا، دير مار جرجس، دير القديسة شموني (أم السبعة) محبسة مار بهنام  ومار سلوان مار شليطا ومار آسيا. هذه الكنائس تُعتبر معالم سياحية يقصدها السواح من مختلف المناطق اللبنانية.
في البلدة مدرستان: تكميلية حدشيت الرسمية ومدرسة راهبات القديسة تريزيا الطفل إضافة إلى المدرسة المهنية.
ترتوي البلدة من نبع الحداد ومن نبع عين الشوك. تشتهر حدشيت بزراعة التفاح والإجاص وزراعة الكرمة في جرود البلدة التي تنتج أفضل أنواع النبيذ.

## أبرز الجمعيات في البلدة:
حدشيت أكتيفيتيز، أخوية العذراء وقلب يسوع والقديسة تريزيا.